# Protestes de Veneçuela de 2024
Les protestes a Veneçuela de 2024 són una sèrie de manifestacions degudes a les eleccions presidencials, les denúncies de frau electoral de l'oposició i la proclamació de Nicolás Maduro per a un tercer mandat, pautat per al període 2025-2031.
El 29 de juliol, després de les eleccions presidencials i que el CNE proclamés a Nicolás Maduro com a president de Veneçuela per al cicle 2025-2031. En una cerimònia realitzada en la seu principal del CNE, Maduro va rebre la credencial que li permetrà continuar en el poder, sent aquesta proclamació, qüestionada per la seva legitimitat per la població civil i governs externs. Posteriorment, Nicolás Maduro envia un missatge a escala nacional, on es denuncia un nou intent de “cop d'estat” en contra seva, del que va responsabilitzar a governs de la regió i al sector opositor. Dues hores després es van reportar protestes en algunes ciutats del país, incloent-hi Caracas, sorgides de manera espontània, sense convocatòria prèvia de dirigents polítics. Manifestants van prendre l'aeroport de Maiquetía i van marxar cap al Palau de Miraflores, seu presidencial.
Després d'això, el govern i l'oposició van començar a manifestar-se públicament. Existeix un nombre indeterminat de ferits per les forces de l'Estat, i la Missió Internacional de l'ONU ha denunciat violència contra els manifestants. Fins avui, s'han reportat 16 persones mortes i més de 1000 detinguts.
En l'àmbit exterior, l'ONU, gran part de la comunitat internacional llatinoamericana, els Estats Units i la Unió Europea han qüestionat la veracitat dels resultats i la negativa de Maduro a realitzar una revisió de les actes electorals, com a conseqüència, el govern veneçolà va suspendre les relacions diplomàtiques amb països de Sud-amèrica, Centreamèrica i el Carib per estar «compromesos obertament amb els més sòrdids postulats ideològics del feixisme internacional»; països com el Perú van decidir reconèixer a Edmundo González com el nou president electe, mentre que Nicaragua i Hondures cataloguen les manifestacions com un intent de cop d'estat.
El 8 de setembre de 2024 el líder opositor Edmundo González va rebre asil polític a Espanya.